# En kväll i juni
"En kväll i juni" (også kendt som "Han tog av sig sin kavaj..." efter teksten) er en kendt svensk sommersang af Lasse Berghagen. Berghagen skrev sangen en sankthansaften i Svärdsjö i slutningen af 1960'erne. Han indspillede sangen i 1970 og udgav den i 1975. Musikgruppen Tre Profiler indspillede sangen og udgav den som single i 1971, og den 12. september 1971 nåede den som det højeste en tiendeplads på Svensktoppen.